# Желязно (Пільський повіт)
Желязно (пол. Żelazno, нім. Schellhof) — село в Польщі, у гміні Вижиськ Пільського повіту Великопольського воєводства.
Населення — 176 осіб (2011).
У 1975-1998 роках село належало до Пільського воєводства.

## Демографія
Демографічна структура станом на 31 березня 2011 року:
|          | Загалом | Допрацездатний вік | Працездатний вік | Постпрацездатний вік |
| -------- | ------- | ------------------ | ---------------- | -------------------- |
| Чоловіки | 95      | 20                 | 69               | 6                    |
| Жінки    | 81      | 15                 | 53               | 13                   |
| Разом    | 176     | 35                 | 122              | 19                   |